# Saint John Capisterre
Saint John Capisterre ist eines der 14 Parishes der Inselgruppe St. Kitts und Nevis. Es liegt auf der Hauptinsel Saint Kitts und hat eine Landfläche von 24,25 km². Die beiden Hauptorte sind Dieppe Bay Town und Saddlers. Im Jahr 2022 wurden 2972 Einwohner gezählt.